# Scopula fuscifusa
Scopula fuscifusa là một loài bướm đêm trong họ Geometridae.